# 임하댐
임하댐 또는 임하 다목적댐은 대한민국 경상북도 안동시 반변천에 낙동강 유역 수자원 종합개발을 위하여 1984년 12월 공사를 시작하여, 1992년 완성된 댐이다. 대한민국에서 9번째로 준공한 다목적댐이다. 댐 축조는 1990년 완료하였다. 1991년 발전설비를 갖추고, 그해 12월 담수를 개시하였다. 92년 임하댐 관리사무소로 전환하고, 준공기념식과 상업 발전을 시작했다. 연간 5억 9200만m3의 용수를 공급하며, 연간 발전량은 9670만kWh이다.
2001년까지는 2급수 수질을 유지했으나 잇따른 태풍 루사와 매미로 인하여 수질이 나빠졌으며, 이후 2005년 탁수(濁水) 개선에 2331억원의 예산을 투입하였다.
 임하댐의 COD (단위 : mg/L)기준, 2013년에 4.0, 2014년 4.3을 나타냈다.
영천댐으로 물을 흘려보내는 도수로가 2001년에 개통했고, 안동댐과 물을 주고받을 수 있는 수로도 건설되어 있다.

## 저수율
2018년 1월 13일 기준, 현재 저수율은 40.4%이다.
| 연도 | 저수율 (%)           | 비고   |
| ---- | -------------------- | ------ |
| 2017 | 월초 39.1, 월말 45.9 | [ I ]  |
| 2016 | 47.6                 | [ 14 ] |
| 2015 | 29.2                 |        |
| 2014 | 27.6                 | [ 15 ] |
| 2013 | 37.7                 |        |

## 임하댐 탁수
안동시의 임하댐은 다른 댐보다 탁수(濁水) 현상이 심하고 오래 지속된다. 이는 임하댐 상류의 고화가 덜 된 동화치층과 도계동층의 적갈색과 자색 셰일 및 알코스사암에서 떨어져 나온 점토 물질이 물속에 부유하기 때문이다. 영양 지역에 발달하는 천곡 단층, 후평 단층 등 단층과 절리들도 점토 광물을 포함한 퇴적암의 풍화 속도를 빠르게 하여 닥수에 기여한다.

## 같이 보기
- 댐
- 안동댐
- 수력 발전

## 참고 문헌
- 한국수자원공사. “임하댐 - 댐/보별자료”. 《한국수자원공사》. 2016년 8월 3일에 확인함.